# エイミー・ドナルド
エイミー・ドナルド（Amie Donald、2010年1月29日 - ）は、ニュージーランドオークランド出身のアイドル、ダンサー、俳優、元子役、スーツアクター、モデル、スタントダブル。2024年からはヴァイオレット・マッグロウとコンビでモデル活動を行っている。趣味・特技は絵画、募金、手話、ダンス、バレエ、空手、子供用バギー運転、ヴァイオレット・マッグロウの写真を撮る事、木登り、乗馬、ホラー映画鑑賞、映画のフィギュアやグッズ収集。ニュージーランド訛りの英語を話すが、他に日本語は僅かながら話せる為、イベントでは日本人のファンなどに日本語で接している。

## 概要
家族は会社経営の両親とサッカー選手の兄の4人家族でカトリック系の学校に通っていた令嬢でもある。
ドナルドは2019年のダンスワールドカップでニュージーランド代表として出場し、ニュージーランド初の銀メダルと銅メダルを得た選手となった。
2020年のニュージーランド製のホラー映画『ホビッツベイ』の子役のザラ・ナウスバウムのスタントダブルとして映画デビュー。2021年のNetflix配信のテレビドラマシリーズ『スウィートトゥース』にアルバイトのエキストラとして数エピソード出演後、特殊メイクを施したマヤ・モンキー役で子役デビューし、続いてシーズン3ではウルフボーイ(狼男)の着ぐるみのスーツアクターを務めた。本国のニュージーランドではアイドル的人気を誇り普段はモデル及びアイドルとして活動しており、バレエや空手も習っている。
2023年の映画『M3GAN ミーガン』ではM3GANのスーツアクターをノースタントで演じた際には本人のお嬢様育ちの普段の上品な演技とダンサーの野性的な演技が生かされている。同作で共演した同世代のヴァイオレット・マッグロウとは親友となった。2025年の映画『M3GAN ミーガン 2.0』でも引き続きミーガンを演じ、得意の空手を生かした中国拳法や前作よりも激しいアクションシーンを披露したが、今回は新たにスタントマンのミーガン・モリソンが補佐に付いた為、実際にドナルドが演じたシーンは数分で、開脚してテーブルの下を潜るシーンや高所から飛び降りるシーンなどはモリソンが演じたが、ガラスケースに突っ込むシーンやワイヤーアクションにリンチを受けたり、蹴り飛ばされるなどの危険なシーンは全て本人が演じた。
なお、タレントとしてのマネージャーは母親が務めている。

## 人物・私生活
ミュータントやミーガンなど人外や殺人ロボットの役柄を演じる事が多いが、本人は至って親切かつ優しく謙虚な人柄で知られファンサービスを欠かさず、個人でたまにSNSに流れて来る見ず知らずの人物の募金も行っている。両親からは常に謙虚でいる様に言いつけられているが、そう言われる事をうるさいと思ってはおらず肝に銘じる様に心掛けており、未だに両親とはホラー映画を見たり一緒に遊びに行くほど良好な関係である。映画デビュー作のホビッツベイでも主役の子役のナウスバウムが怪我をしないように、自身が下水道や井戸や泥に飛び込むなどの危険なスタントとして雇われスタントを演じている。本人も綺麗な生活よりも汗まみれ泥まみれになるのを好むという。自身のインスタグラムで主に女性であるが、ファンとも度々DMやコメント欄でやり取りしており、女性ファンが多い。また小さい子供が好きである。大の動物好きであり、将来の夢の一つに獣医を上げている。ヘビが好きであるが、クモが苦手である。お嬢様育ちでディズニー好きでもあるが、ワイルド系でもありホラー映画やロード・オブ・ザ・リングシリーズのウルク=ハイなどのモンスターが好きであり、自宅の部屋にはホラーグッズをコレクションしている。極度の映画オタクであり、なお、彼女の初めて見たホラー映画は『パージ(映画)』である。

## 出演

### テレビドラマ
- スウィートトゥース - マヤ・モンキー、ウルフボーイ#2役

### 映画
- ホビッツベイ-ザラ・ナウスバウムのスタントダブル
- M3GAN ミーガン - ミーガン (声優はジェナ・デイヴィス)役
- M3GAN ミーガン 2.0 - ミーガン(ミーガン・モリソンが一部補佐兼任)役